# ナギノエナ
ナギノエナ（英: Naginoena）は、日本の女性声優、俳優、歌手である。

## 人物
ロシアのワンエイス。
兄は映画監督、アニメーターの内田清輝・グ弍。叔父である増山博は、日本ヘラルド映画株式会社で配給、宣伝担当をしていた。主な作品は『カサンドラ・クロス』、『南極物語』など。東映アニメーションの佐々木憲世は母方の親戚にあたる。
講談社主催の「ミスiD」が開催するイベントに出演をした際に行われた私物プレゼント企画では、自身が切った爪をビニール袋に入れ、サイン付きでプレゼントをし会場全体が騒然とした。

## 来歴
3歳からキッズモデル、子役として活動を開始。
2008年には舞台「マジメに働きゃ明日はない」で初の舞台出演を果たし、橋本マナミと共演。
中学生からは秦建日子主催「演劇ワークショップTAKE1」に入団。芝居、殺陣、日舞、ダンス、リトミックの指導を2年間受け、ワークショップ内の公演に出演。
高校時代は原宿でアパレル店員をしながら勤務先にてコラボグッズを発売する等、読者モデルとしての活動もしていた。
2015年、講談社主催の女性アイドルオーディション「ミスiD2016」のファイナリストに選出。最終審査ではアプリを使用した投票が審査基準となるが、本人曰く、知名度の低さによりランキングがかなり低く、票を集める為に自身の名前とTwitterのアカウントを書いた段ボールをハロウィンの日にサンドイッチマンをしながら地元駅、渋谷、原宿をツイキャスをしながら歩き回り、その最中でストーカー被害に遭い、インターネット上で話題となる。（2016年1月24日Naked Loftで開催された平成ノブシコブシ徳井健太pre「徳井兄妹アイドルナイト vol.2」より）
2017年にバンド「イエロウと熱帯魚」を結成。一部メンバーの音信不通により2018年に無期限の活動休止を発表。
その後、2019年に自身が立ち上げた「珍獣角煮軍団系令和オルタナティヴプログレバンド THE 革命キラ獣」でボーカル、作詞、作曲を務める。音楽活動と並行し、声優、俳優、DJ、モデル、デザイナー等、様々なジャンルで活動。

## 出演

### テレビ
- 『アルピーテイル』（2022年9月21日、テレビ朝日、元祖いちごちゃん コントアニメ『鹿せんべい』） - 鹿
- 『アルピーテイル』（2023年1月11日、テレビ朝日、かもめんたる コントアニメ『I 脳 YOU.』） - 脳
- 『ときめきを止めるな！〜私たち、超ときめき♡宣伝部です〜』（2023年4月7日深夜 - 6月30日深夜、テレビ東京） - ときめき猫（キャラクターボイス）[2]

### アニメ
- 『SHARK ONGAESHI ~シャーク・恩返し~』（2021年、内田清輝・グ弍監督） - 主演
- シナぷしゅ 番組内アニメ『フランスパンじゃあにい』（2023年12月11日 - 12月15日、内田清輝・グ弍監督、テレビ東京） - フランスパンのこえ、うちゅうじんのこえ
- シナぷしゅ 番組内アニメ『フランスパンじゃあにい２』（2024年5月13日 - 5月17日、内田清輝・グ弍監督、テレビ東京） - フランスパンのこえ、にんじん&パセリ、べにちゃんのこえ

### 映画
- 『シャークオンガエシ(恩返し)』（2018年、内田清輝・グ弍監督） - 主演
- ゆうばり国際ファンタスティック映画祭2020 オムニバス企画「おまめ映画菜『右耳に気をつけろ』」（2020年8月、内田清輝・グ弍監督）
- ゆうばり国際ファンタスティック映画祭2021 オムニバス企画「おまめ映画菜〜世界の食卓から〜『ネバー・ビフォア・マテリアルズ~新しい素材~』」（2021年9月、内田清輝・グ弍監督）

### 舞台
- 「マジメに働きゃ明日はない」（2008年9月25日 - 10月1日、“創造集団”生活向上委員会、シアターグリーン） - お玉

- アリスインプロジェクト「GIRLS TRAK」（2016年12月7日 - 10日、新宿・シアターブラッツ） - 柳田ゆり
- 朝倉薫演劇団ビートワードミュージカル「シーラカンスアピアランス」（2022年9月27日 - 10月2日、新宿・シアターブラッツ） - SPARK組、アレア

### 朗読
- サイバーパンク朗読劇「RAYZ OF LIGHT」（2017年2月12日、ガジェット通信フロア） - Lizzy
- サイバーパンク朗読劇「RAYZ OF LIGHT」再演（2017年5月6日、シダックスカルチャーホール） - Lizzy

### ラジオ
- スマホでUSEN『徳光正行のあなたをもっと知りたくて!』（2015年）
- 新宿ロフトプラスワン presents 発掘ラジオ「コロコロたまご道場 vol.16」兄の内田清輝・グ弍とゲスト出演
- J-WAVE『SONAR MUSIC「GIANT LEAP THE RADIO」』（2020年1月9日）

### イベント
- ミスiDフェス2016お披露目ショーへようこそ（2016年1月17日、日本橋公会堂）

- 平成ノブシコブシ徳井健太pre「徳井兄妹アイドルナイト vol.2」（2016年1月24日、Naked Loft）
- ミスiDカフェ2016 EARLY SUMMER 夜の部（2016年6月25日、LOFT9 Shibuya）
- 下北沢ろくでもない夜企画「徳井と話す2」（2018年10月5日、MC平成ノブシコブシ徳井健太、下北沢ろくでもない夜）
- ササクレフェスティバル×ミスiD（2018年11月17日、恵比寿LIQUIDROOM）LIVE、トーク出演
- ミスiDカフェ 夜の部（2019年6月1日、oto no ha Café）
- OP PICTURESフェス 映画「胸騒ぎがする!〜ヒールズ爆誕〜」（2021年11月14日、テアトル新宿、舞台挨拶）

### 歌唱参加
- 宮入俊吾コンピレーションアルバム『ギリギリミット凄く危ない希ガス。(feat. ナギノエナ)』（2018年2月、作詞も担当）
- 菊池亮太YouTubeチャンネル「菊池亮太 Ryouta Kikuchi PIANO『もしも電波系アイドルがヤマハ音楽教室の先生だったら』」（2019年7月）
- Gun『Immortal (feat. ナギノエナ)』（2020年8月）
- 残響レコードボカロ制作部『キャンディー』（2021年5月）
- Gun『Evil flower (feat. ナギノエナ)』（2021年10月）
- Gun・渡辺壮亮『Casper』（2021年10月）
- NFTコミュニティ「わふくジェネ」楽曲『KOROMOGAE』（2023年5月）
- 不二輸送機工業株式会社 不二ロボティクス CMソング歌唱、タイトルロゴナレーション（2024年3月）

### 作詞提供
- ゆえない『好き、ゆえない、5秒前』（2024年3月）

### アートワーク
- 自身が所属をするバンド「イエロウと熱帯魚」、「珍獣角煮軍団系令和オルタナティヴプログレバンドTHE 革命キラ獣」バンドロゴ、アートワーク

- Fall of teras 2ndEP『The flowers withered,Their color faded awey』（2019年、アートワーク、ブックレットのデザイン）
- 『グラビアプレス vol.3』コラム掲載（2020年）
- 『ときめきを止めるな!～私たち、超ときめき♡宣伝部です～』ときめき猫（2023年、キャラクターデザイン）[2]
- ゆえない『好き、ゆえない、5秒前』アートワーク（2024年）

### タイアップ曲
- 胸騒ぎがする!～ヒールズ爆誕～（2021年、主題歌「超絶ゾッコン♥楽園生活」きみと歩実主演、塩出大志監督） - THE 革命キラ獣として

### MV
- 大森靖子『愛してる.com』（2016）
- ゲスの極み乙女。『心地艶やかに』（2017年）
- Fall of teras『cherry blossom』（2019年）

### その他
- 成田童夢監修『ヲタ芸の教科書』

- 『LIVEアイドルコレクション』誌面グラビア（2014年）
- 『TRASH-UP!!19号』コラム掲載（2014年）
- 『TRASH-UP!!21号』コラム掲載（2014年）
- 『HR』（2016年）
- 『Seventeen』（2016年）
- 『CHOKiCHOKi girls』（2016年）